# Hôtel des Intendants de Champagne
Pour les articles homonymes, voir Hôtel de l'Intendance.
L’hôtel de préfecture est le bâtiment qui héberge les institutions de la Région depuis le XVIIe siècle.

## Histoire

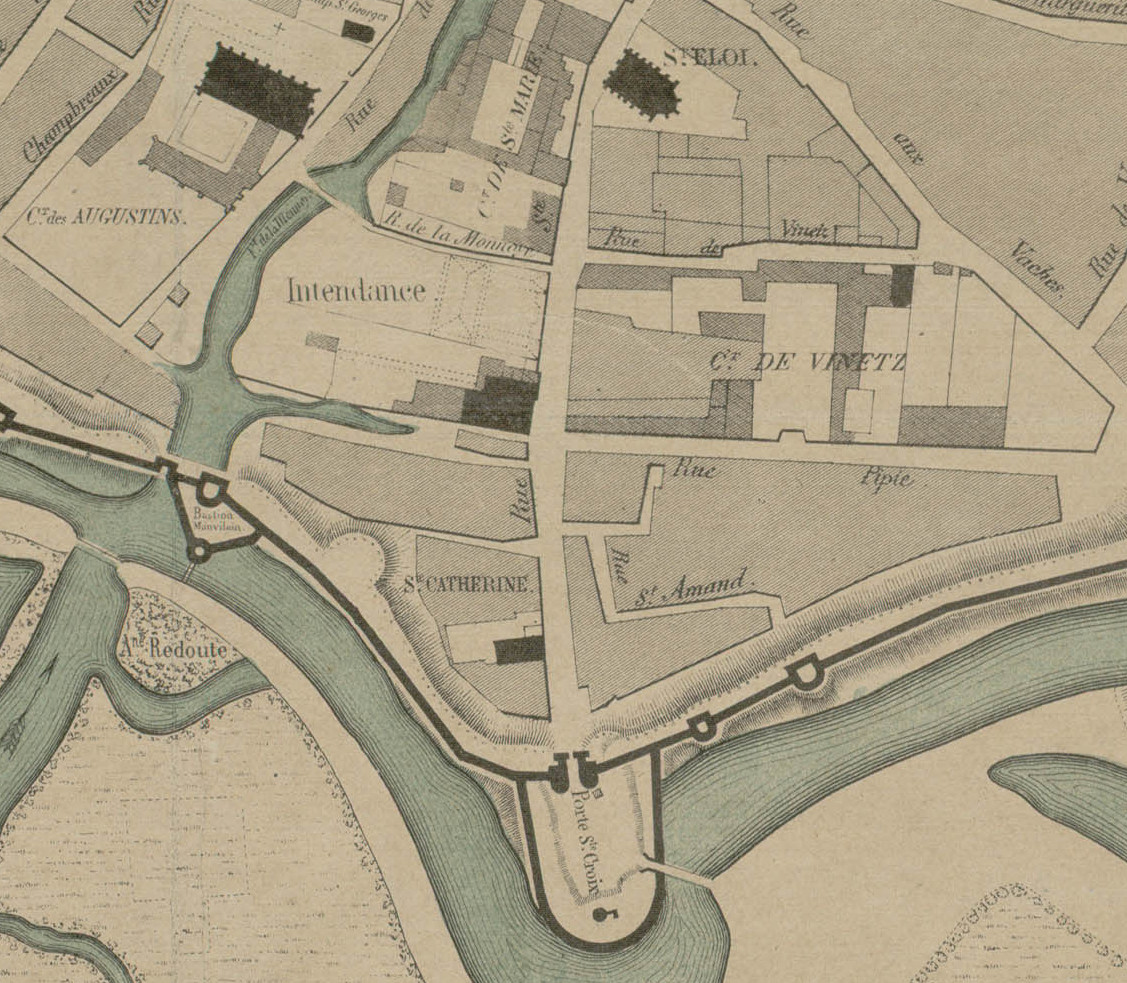
1755, l'hôtel des Intendants.
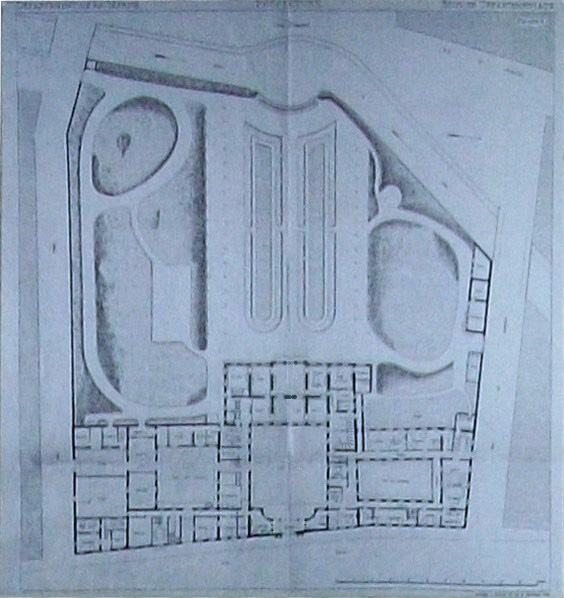
Plan XIXe.

Les intendants de Champagne logeaient en ce lieu depuis longtemps mais dans des hôtels particuliers. En 1756, le Roi achetait des parcelles pour y faire construire un bâtiment plus en relation avec les fonctions de l'Intendant et des services du Roi. Les travaux débutaient en 1759 sous la direction de Jean-Gabriel Legendre qui terminait en 1764 le bâtiment central. Les bâtiments latéraux, le percement du cours d'Ormesson sont l'œuvre de Jean-Baptiste Bochet de Coluel.
En 1800 le bâtiment devenait la préfecture de la Marne, de 1846 à 1848 les ailes sur la rue Carnot et la rue de Jessaint seront ajoutées. 
L'hôtel de Préfecture est inscrit au titre des monuments historiques en 1932 pour son grand salon et classé en 1930 pour ses façades, toitures, vestibule escalier et salon du premier étage. Un incendie a ravagé le bâtiment le 1er juin 2002 et des travaux de rénovation ont été achevés en 2007.

## Images

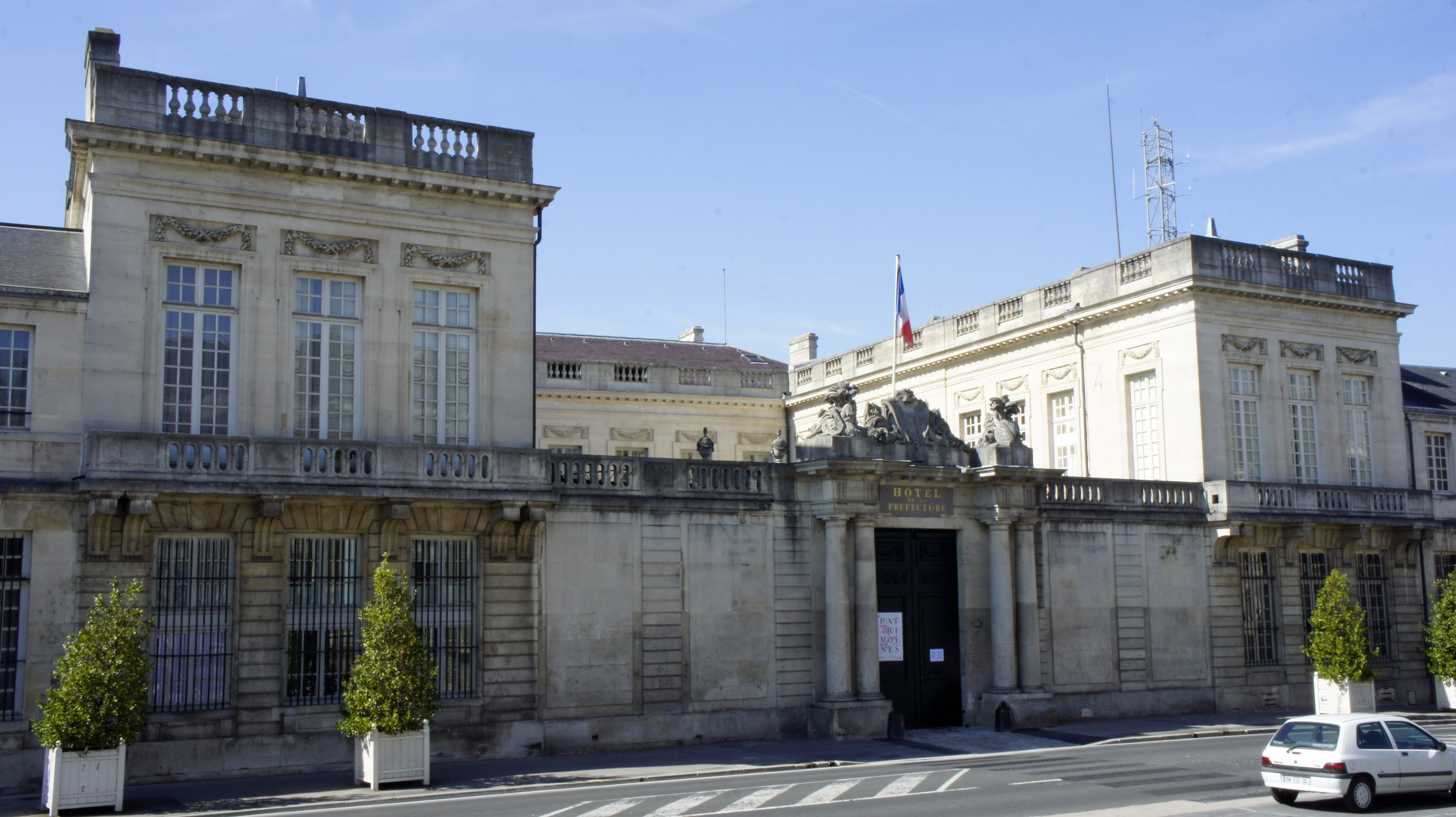
Le bâtiment rue Carnot.
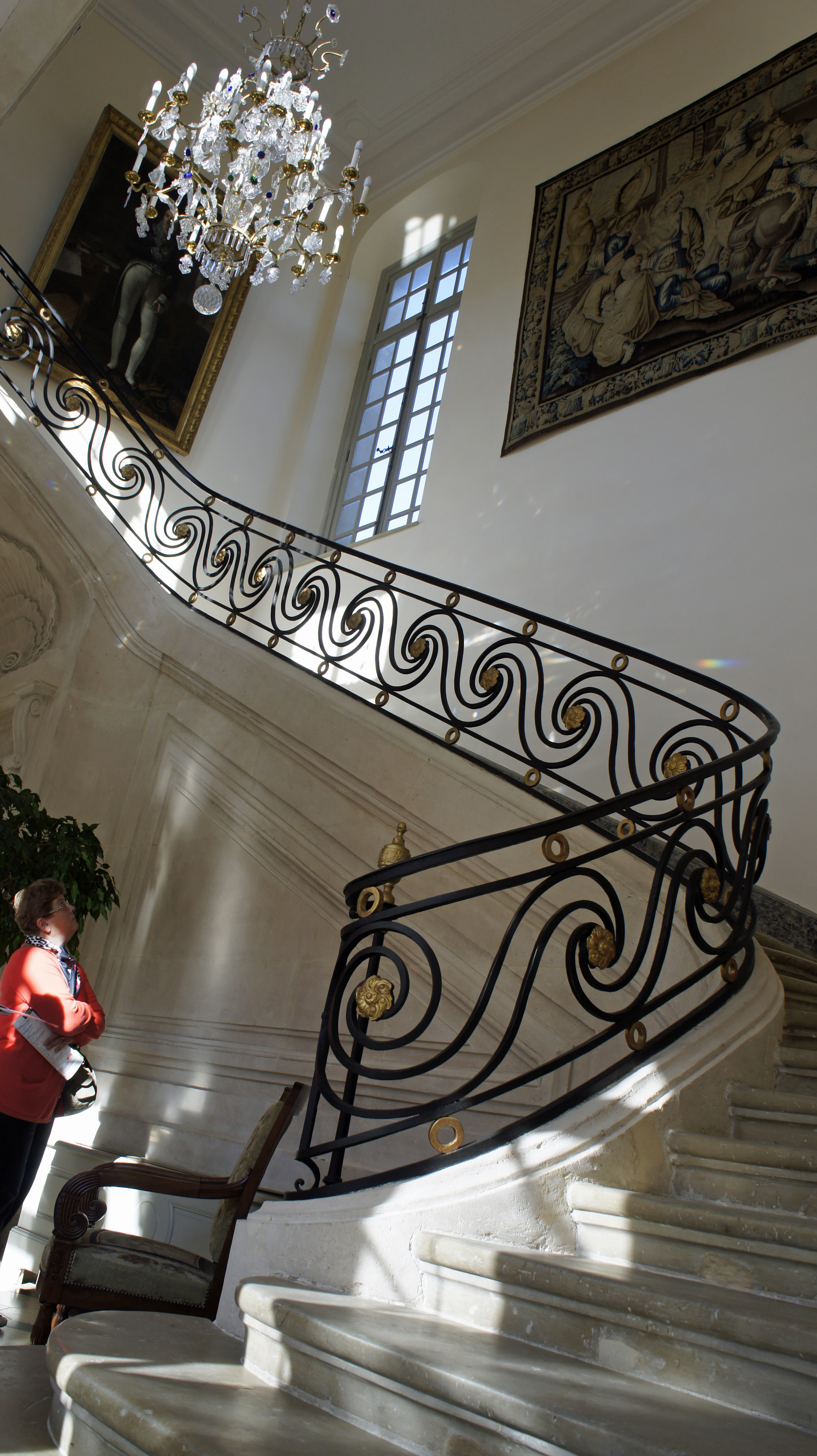
Escalier intérieur,
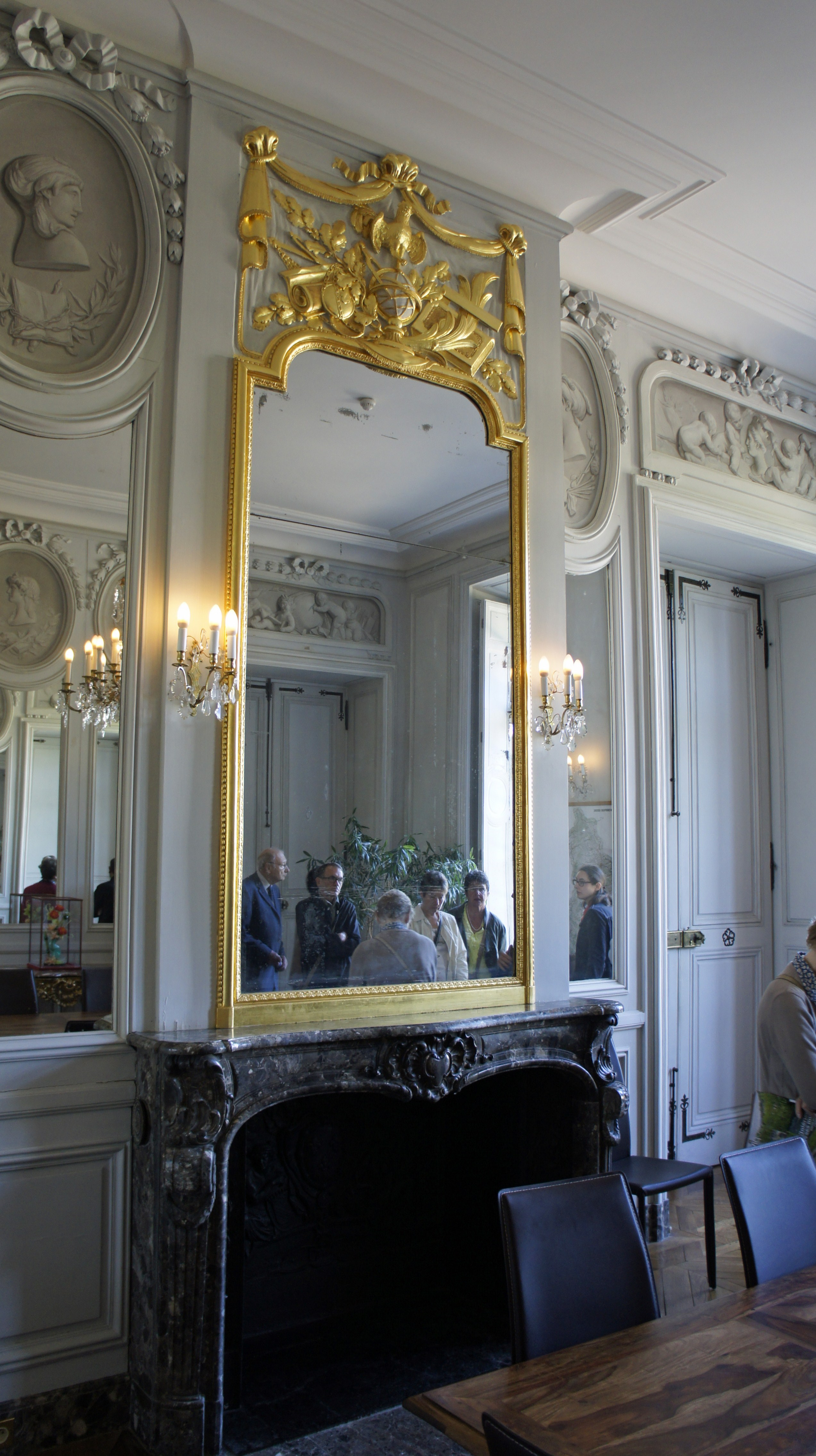
Salle des grisailles.
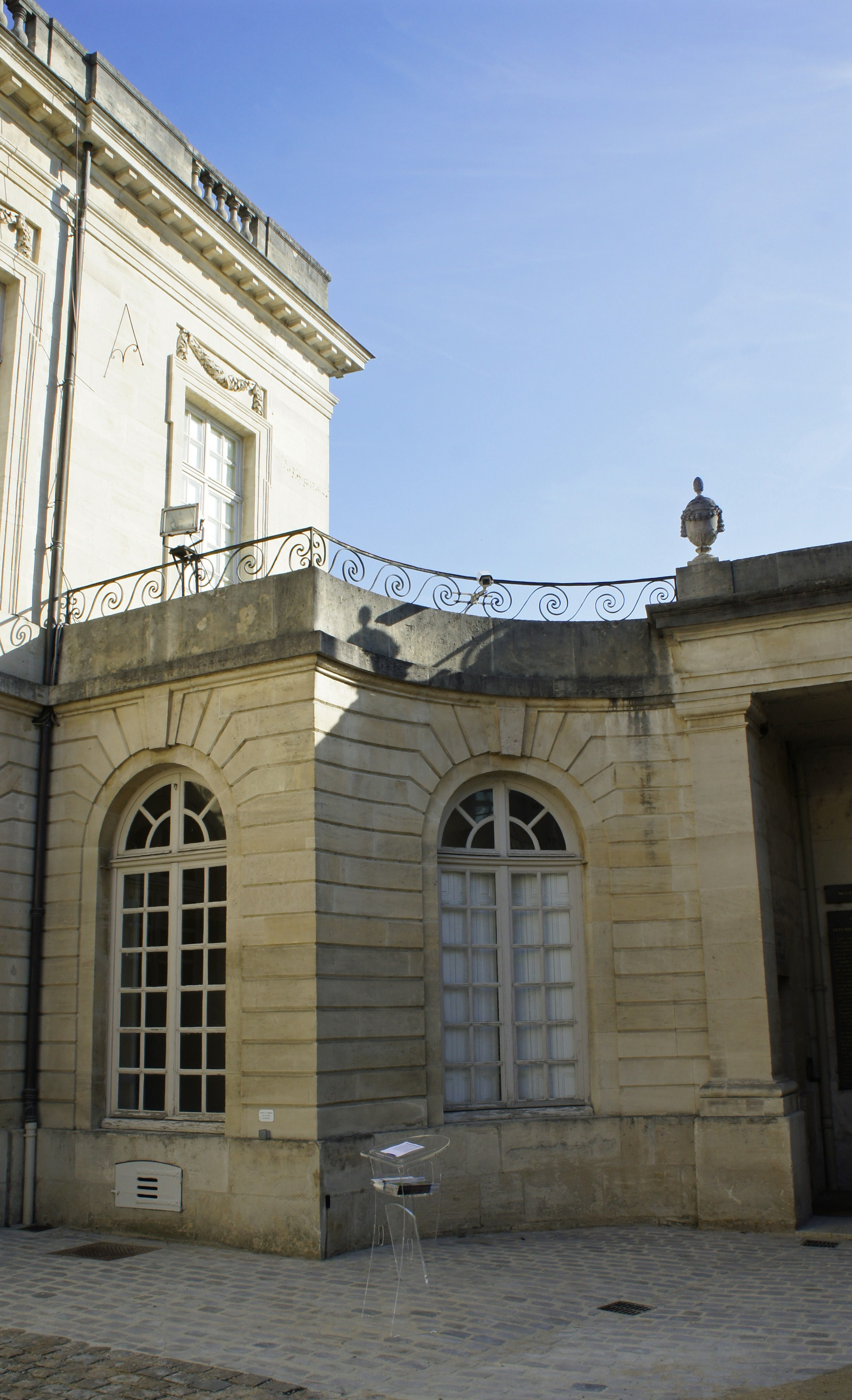
Cour intérieure et cadran solaire.
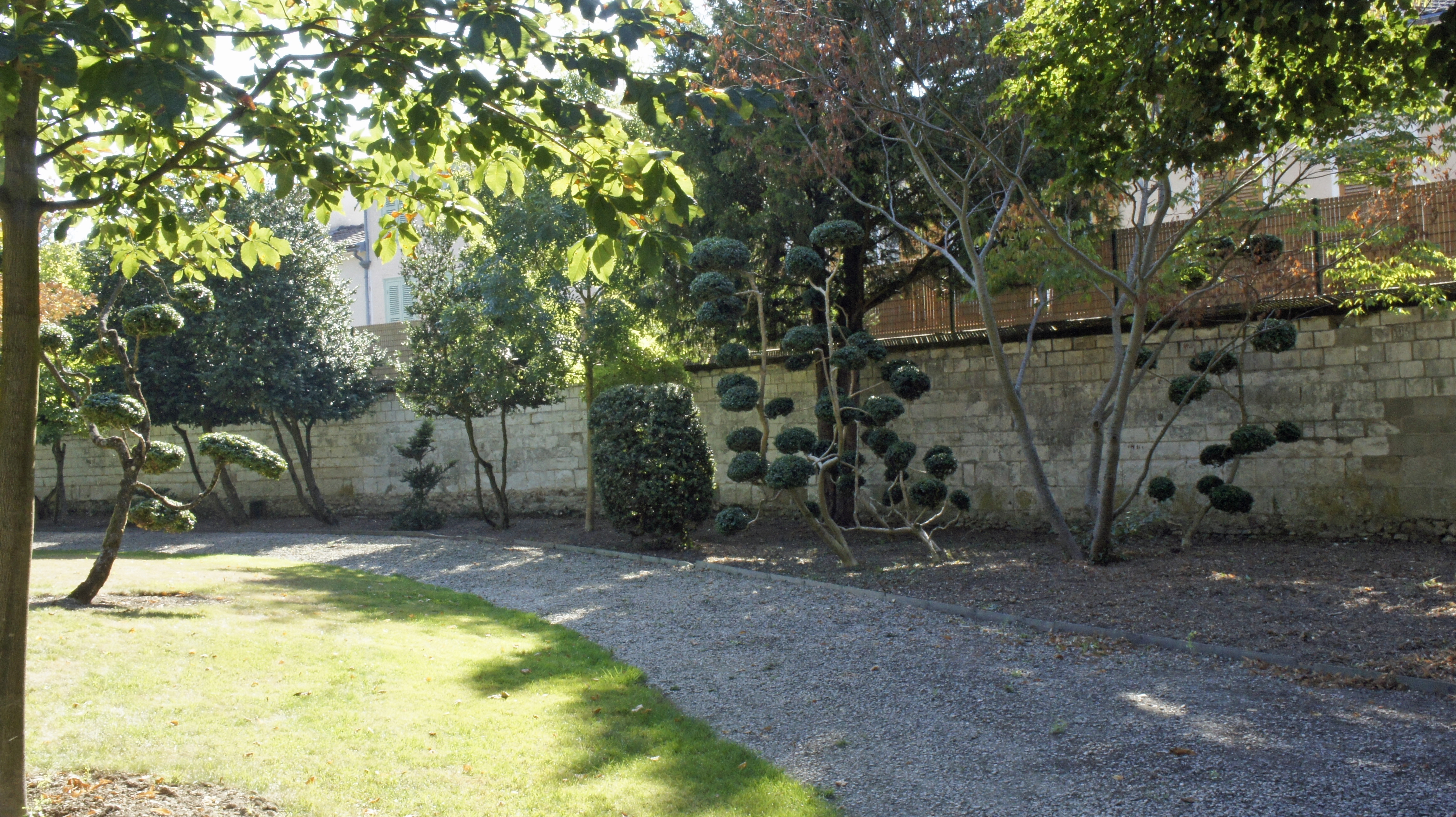
Jardin.